# Insubrien
Insubrien (italienisch Insubria, lombardisch Insübria) bezeichnet die Region zwischen dem Po und den voralpinen Seen, die in der Antike von den Insubrern bewohnt wurde. Nach Titus Livius haben die Insubrer im vierten Jahrhundert v. Chr. Mailand gegründet.

## Geschichte
Im Laufe der Geschichte fand die Bezeichnung Insubrien verschiedene Anwendungen. Damit wurden bezeichnet:
- das Gebiet des Herzogtums Mailand[3], das sich zwischen 1395 und 1796 erheblich verändert hat;
- die Cisalpinische Republik oder Teile davon[4];
- die Gegend, in welcher der westlombardische Dialekt gesprochen wird;
- die Metropolitanstadt Mailand[5], die Lombardei oder das gesamte Nord-Italien[6];
- das Gebiet der Comunità di lavoro Regio Insubrica (Arbeitsgemeinschaft Regio Insubrica), ein 1995 gegründeter privatrechtlicher Zusammenschluss über die grenzüberschreitende Zusammenarbeit, dem die Provinzen Varese, Como, Verbano-Cusio-Ossola, Lecco, Novara und der Schweizer Kanton Tessin angehören.

### Die vorrömische Zeit
Mehrere lateinische Autoren, wie Plinius der Ältere oder Strabon, sprechen von der Bevölkerung der Insubres. Polybios definiert sie als die größte Volksgruppe nördlich des Po. Diese Autoren gebrauchen jedoch nie den Namen Insubria, um das Hoheitsgebiet dieses Volkes zu bezeichnen, geben knappe und widersprüchliche Informationen dazu, und situieren die Insubres in verschiedenen Teilen der Voralpen. Polybios siedelt sie z. B. am Rande der Mündungen des Po an. Die Tabula Peutingeriana enthält die Bezeichnung Insubres, die sich aber weitab von Mediolanum befinden, in der Gegend Eporedia. In der Tat war das Gebiet in prähistorischen und protohistorischen Zeiten durch andere Völker, wie die Orobier, die Comenser, die Lepontier, die Helvetier, die Räter, die Bergeller und verschiedene ligurische Stämme bevölkert.

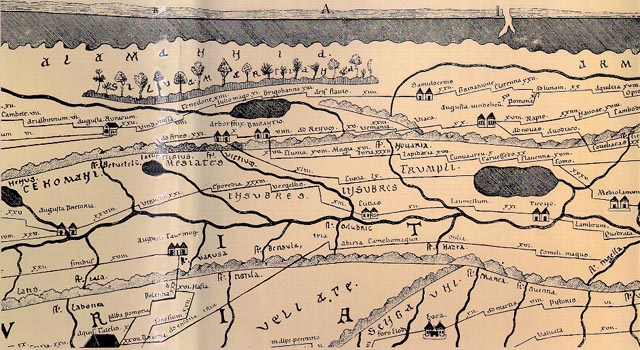
Das Gebiet der Insubres auf der Tabula Peutingeriana

Es ist wahrscheinlich, dass Titus Livius mit Insubres eine größere Organisation, ein foedus, aus zahlreichen cisalpinischen Stämmen meinte, die die Vorherrschaft der Insubrer anerkannte.
Die archäologischen Belege bestätigen die spärlichen Angaben. Im Gebiet zwischen den Flüssen Serio und Adda im Osten, der Sesia im Westen, den Alpentälern des Toce, Ticino und der Moesa im Norden sowie des Po im Süden entwickelte sich seit dem dreizehnten Jahrhundert v. Chr. eine homogene Zivilisation, die Golasecca-Kultur genannt wurde. Diese Kultur hatte mehrere Hauptstädte. Die größere darunter war Como, die damals westlich der heutigen Stadt, auf den Hügeln südlich von Spina Verde, stand.
Zwischen Ende des 5. Jahrhunderts und Beginn des 4. Jahrhunderts vor Chr. überquerten keltische Stämme, Träger der La-Tène-Kultur, die Alpen und fielen in dieses Gebiet ein. Sie verursachten den Niedergang der Golasecca-Kultur. Die meisten von ihnen waren Insubrer. Sie siedelten sich in der gegenwärtigen Lombardei an. Nach Titus Livius haben sie Mailand gegründet.

### Die Romanisierung Insubriens
Die Insubrer, zusammen mit den Galliern, gerieten mit den Römern, die ihre Herrschaft bis zum Alpenkamm erweitern wollten, in Konflikt. Die Koalition erlitt 225 v. Chr. in der Schlacht bei Telamon eine erste Niederlage, dann wieder 222 v. Chr. in der Schlacht von Clastidium und Acerrae. Die Römer besetzten das Gebiet. Diese Besetzung war sehr kurz, denn vier Jahre später fand Hannibal in den Insubrern treue Verbündete. Bei der Schlacht am Trasimenischen See rächte der insubrische Ritter Ducario 217 v. Chr. sein Volk und tötete den Konsul Gaius Flaminius, der gegen die Kelten gekämpft hatte. Erst 194 v. Chr. konnte Rom mit dem Konsul Lucius Valerius Flaccus gegen die Insubrer endgültig siegen.
Ab diesem Zeitpunkt wurde Insubrien, zusammen mit den von den Galliern bewohnten Gebieten, Teil der römischen Provinz Gallia Cisalpina. 42 v. Chr. wurde die Provinz schließlich aufgehoben und in das römische Reich integriert.
Der Prozess der Romanisierung war langsam, aber unaufhaltsam. Die lokale Kultur überlebte noch einige Jahrhunderte in den peripheren Alpentälern, weit weg von den wichtigsten Kommunikationswegen. Die Archäologie zeigt, dass erst im ersten Jahrhundert n. Chr. die Romanisierung einsetzt. Es werden nur noch sporadisch oder in den alpinen Gebieten keltische Identitätszeichen für die Toten in den Gräbern eingesetzt. Die Insubrer unterzeichneten mit den Römern die foedera aequa, mit denen sie die Vorherrschaft der Besetzer anerkannten und den Römern ewige Treue versprachen. Im Gegenzug dazu erhielten sie die Integrität ihres Territoriums. Die Straßen Via Aemilia und Via Postumia, wichtige Teile des römischen Straßennetzes, vermeiden das Gebiet Insubrien. Im augusteischen Zeitalter werden die Insubrer noch mit Fibeln in La-Tène-Stil begraben, und mit Werkzeugen und Töpferwaren, während sich die Anwendung von Balsamen und Amphoren aus der römischen Tradition ausweitet.

### Das Hochmittelalter
Der Prozess der Romanisierung kann als abgeschlossen betrachtet werden, als 286 n. Chr. Diokletian Mailand zur Reichshauptstadt ernannte, ein Status, der bis 402 n. Chr., als Flavius Honorius den kaiserlichen Sitz nach Ravenna überträgt, gehalten wird.
Im Jahre 568 n. Chr., mit der Einwanderung der Langobarden, erfuhr die rechtliche und politische Struktur des römischen Reiches eine tiefgreifende Veränderung. Es entstand eine neue, größere Identität, die die gesamte Poebene erfasst, die ihren Namen von dem des neuen deutschen Volkes ableitet: Lombardei. Die nachfolgende politische Zersplitterung des Regnum reduziert die Lombardei auf ihr Kerngebiet.

### Das Herzogtum Mailand

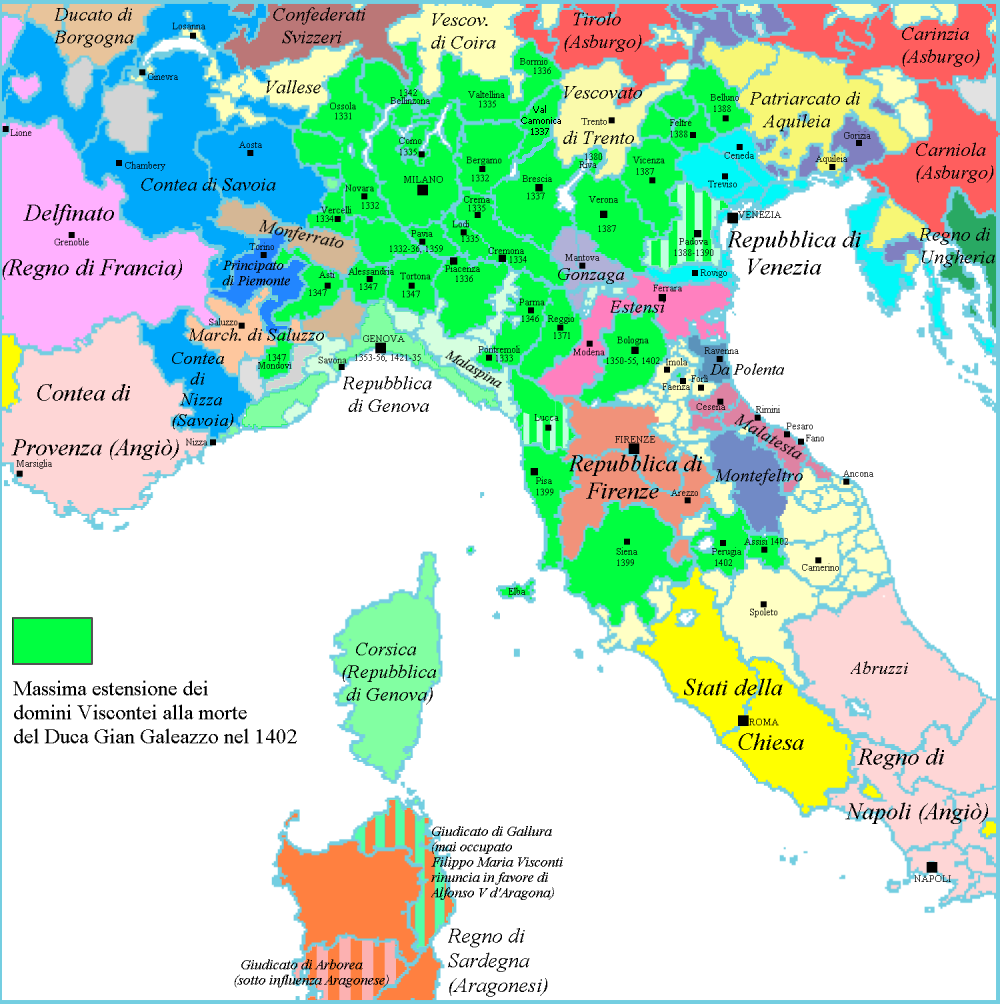
Das Herzogtum Mailand zu Beginn des 15. Jahrhunderts unter dem Herzog Gian Galeazzo, der Zeitpunkt der größten Ausdehnung.

Später wird der Namen Insubrien auf das Herzogtum Mailand (1395–1796) bezogen.
Während der Zeit der größten Expansion um 1400 unter Gian Galeazzo Visconti schließt das Herzogtum die ganze Lombardei (mit Ausnahme von Mantova) ein; in der Region Piemont: Vercelli, Novara, Alessandria und Asti; im Veneto: Verona, Vicenza und Belluno, im Trentino: Riva del Garda; in der Emilia-Romagna: Parma, Piacenza, Reggio nell’Emilia und Bologna; in der Toskana: Pisa, Lucca und Siena; in Ligurien: Sarzana und in der Schweiz das Tessin und die italienischsprachigen Teile von Graubünden (Misox, Bergell, Puschlav und Calancatal).
Vom vierzehnten bis zum siebzehnten Jahrhundert verwendeten die Gelehrten am Hof des Herzogs von Mailand die Begriffe Insubria und Insubrer um das Bewusstsein der Einheit und der nationalen Identität zu fördern, als Gegengewicht zu den sehr lebendigen lokalen Autonomien.

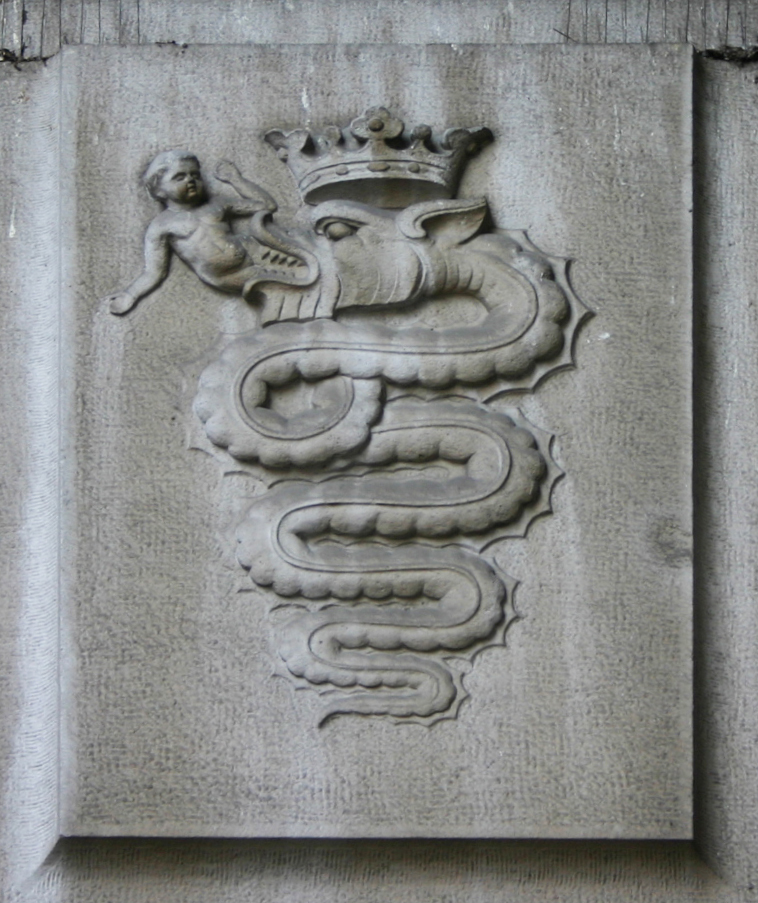
Das Wappen der Visconti, Herzöge von Mailand.

Insubria umschreibt den Kern des umfangreichen Herzogtums Mailand, wie die Schriften von Benzo D'Alessandria, Giovanni Simonetta, Bernardino Corio und Andrea Alciato belegen. Aber auch nach dem Untergang der Unabhängigkeit Mailands verschwindet die Identität Insubrien nicht. In der Mitte des achtzehnten Jahrhunderts bekräftigt Gabriele Verri die Bedeutung des Begriffes mit dem Ausdruck: "Insubrer sumus, non latini".
Im Jahre 1766 schreibt die Mailander Komponistin Maria Teresa Agnesi Pinottini die dramatische Komposition in zwei Akten L'Insubria consolata: componimento drammatico ("Die getröstete Insubria: dramatisches Werk").

### Die Cisalpinische Republik
Etwas später, im Jahre 1797, bei der Geburt der Repubblica Cisalpina, lässt Napoleon in der Münzprägeanstalt von Mailand eine Gedenkmünze prägen. Auf der Vorderseite stand das Wort All'Italico ("Dem Italischen"); auf der Rückseite "All'Insubria libera" ("Dem freien Insubrien"), mit einer Allegorie der französischen Republik: eine behelmte Frau, rechts von ihr der Frieden, der eine phrygische Mütze auf den Kopf der neuen Republik setzt, mit einem Genie (guter Geist) zu ihren Füßen. 1801 schrieb Giovanni Torti das Lied Per la proclamata libertà dell'Insubria ("Zur Verkündigung der Freiheit Insubriens"), das die Cisalpinische Republik und Napoleon als Befreier verherrlichte. Ähnliches machte Gabriele Rossetti in derselben Zeit. Sogar der fünfzehnjährige Alessandro Manzoni zitiert in seinem Del trionfo della libertà ("Triumph der Freiheit") aus dem Jahre 1801 mehrfach Insubrien und verherrlicht, bezugnehmend auf die Cisalpinische Republik, die Ideale der Französischen Revolution.

## Die Regio Insubrica
In der heutigen Zeit wird der Begriff als Synonym für das Gebiet der Comunità di lavoro Regio Insubrica (deutsch: Arbeitsgemeinschaft Regio Insubrica) verwendet. Der 1995 gegründeten Gemeinschaft gehören die Provinzen Varese, Como, Verbano-Cusio-Ossola, Lecco, Novara und der Schweizer Kanton Tessin an. Die Region umfasst das Gebiet der voralpinen Seen an der Grenze zwischen der Schweiz und Italien, wo Italienisch und westlombardischer Dialekt gesprochen werden.
Es handelt sich um einen privatrechtlichen Zusammenschluss in Übereinstimmung mit der Deklaration von Madrid von 1980 über die grenzüberschreitende Zusammenarbeit, mit dem Ziel, die Zusammenarbeit und die Integration in der Region der italienisch-schweizerischen voralpinen Seen (Comer See, Luganersee, Lago Maggiore) zu fördern. Das aktuelle Symbol der Regio besteht aus sechs Piktogrammen mit den Erstbuchstaben der Gründerregionen der Regio (in der Reihenfolge Tessin, Provinz Como, Provinz Varese, Provinz Verbano-Cusio-Ossola) in lepontischer Schreibweise (Alphabet von Lugano).

## Das geobotanische Insubrien
In der Geobotanik bezeichnet der Begriff Insubrien ein (kleineres) Teilgebiet der hier beschriebenen geographischen Region Insubrien. Dieses erstreckt sich um die Nordufer der westlichen oberitalienischen Seen vom Lago di Orta im Westen bis zu einer gedachten Linie zwischen dem Lago di Lugano und dem Lago di Como im Osten. In einer Höhenlage zwischen ca. 200 m ü. d. M. (Seespiegel des Lago Maggiore) und ca. 500–600 m ü. d. M. ist hier eine spezielle, insubrische Vegetation anzutreffen. Eichen-Birkenwälder und Hasel-Eschenwälder mit der Edelkastanie, die im Gebiet als Archäophyt ab ca. der Zeitenwende durch die Römer eingeführt wurde, als vorherrschende Baumart wachsen hier auf sauren Böden. Als typische Vertreter der Krautschicht können Klebriger Salbei und Schneeweiße Hainsimse genannt werden. Bedingt wird diese spezielle, subozeanisch geprägte Vegetation in diesem Gebiet durch geologische Faktoren (saure Metamorphite), hauptsächlich aber durch klimatische Faktoren, nämlich höhere Niederschläge (vor allem im Sommer) als auf gleicher Breite weiter im Osten.